# Isocoste

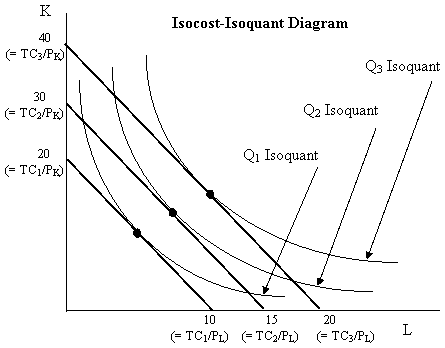
Gráfico de isocuanta vs. gráfico de isocosto.

En microeconomía una recta isocoste o isocosto representa todas las combinaciones de factores productivos que suponen un mismo coste.  Aunque similar a la Recta de balance en la teoría del consumidor, la utilización de la recta isocoste se emplea en la minimización de costos en la producción, en lugar de la maximización de la utilidad. Para los dos factores productivos trabajo y capital, con costes unitarios fijos de los insumos, la ecuación de la recta isocoste es:
{\displaystyle rK+wL=C\,}
donde w representa el salario del trabajo, r representa la tasa de utilización del capital, K es la cantidad de capital utilizado, L la cantidad de mano de obra utilizada, y C es el costo total de la adquisición de las cantidades de los dos factores. 
El valor absoluto de la pendiente de la recta isocoste, con el capital en el eje de ordenadas y el trabajo en el eje de abscisas, es igual a la proporción de los costos unitarios de la mano de obra y el capital. La pendiente es: 
{\displaystyle -w/r.\,}
El conjunto de rectas isocostes en combinación con el mapa de curvas isocuantas  determinan el punto óptimo de producción en cualquier nivel dado de producción. En concreto, el punto de tangencia entre cualquier isocuanta y una línea isocoste da la combinación de coste más bajo de factores que puedan producir el nivel de producción asociada a esa isocuanta. De manera equivalente, proporciona el máximo nivel de producción que puede realizarse por un determinado costo total. La línea que une los puntos de tangencia de las isocuantas e isocostes (con precios de factores constantes) se llama la senda de expansión de la producción.